# 비핵화

핵군축캠페인의 기호. 1958년 제럴드 홀텀이 설계하였다.

비핵화(非核化, 영어: Nuclear disarmament)는 핵무기를 폐기하는 것을 말한다. 핵확산과 반대의 의미이다.

## 핵발전소
비핵국가가 핵발전소를 보유하는 것에 대해서, 통설은 평화적 이용이며, 비핵화라고 보지만, 사실상 핵무장이라는 소수설도 존재한다.
소수설의 경우, 1000메가와트의 원자로는 1년에 500파운드의 플루토늄을 생산한다. 하나의 원자폭탄을 만드는 데는 10파운드의 플로토늄이 필요할 뿐이다. 그러므로 핵발전소를 확보한 비핵국가는 원자폭탄을 보유한 것이나 마찬가지라고 지적한다.
일본은 1960년대 서독 정부에 핵무기 개발을 함께 추진하자고 제의를 했었다가, 서독 정부로부터 거절을 당했다. 당시 일본 외무성 당국자는 "국제적으로 감시해도 핵분열 물질의 5% 정도의 추출을 막는 것은 불가능하므로 핵탄두 생산의 기반이 될 수 있다"고 말했다. 이러한 일본 정부의 견해는 소수설에 가깝다. 2011년 기준으로 비핵국가 원전 보유량은 1위 독일, 2위 일본, 3위 한국이다.
아베 신조 전 총리는 관방장관 당시 "일본이 원자탄을 갖는 건 헌법상 아무 문제가 없다"면서 "결심하면 1주일 이내에 핵무기를 가질 수 있다"고 말했다. "핵발전소보유도 사실상 핵무장"이라는 소수설의 대표적인 나라가 일본이다.

## 4단계 비핵화
현재 전 세계에서 비핵화로 가장 크게 부각된 북한의 비핵화는 4단계로 구성되어 있다. 2단계까지 진행되다가 무산되었다. 되돌릴 수 없는 폐기 직전에 무산되었다.
- 1단계 비핵화: 핵시설 가동중단, IAEA 감시단에 의한 핵시설 폐쇄(shutdown), 핵보유국 전문가들의 정밀사찰[7], IAEA 봉인조치(sealing), BDA 금융제재 해제, 관계개선 논의 시작
- 2단계 비핵화: 모든 핵프로그램의 IAEA 신고, 핵시설 불능화(disabling), 테러지원국 해제, 적성국교역법 적용 해제, 한반도 평화포럼 가동
  - 불능화란 '완전하고 검증 가능하며 되돌릴 수 없는 폐기‘(CVID: Complete, Verifiable, Irreversible Dismantlement)‘를 의미한다.[8]
  - 2단계 불능화 중인데 왜 한미연합훈련을 하냐고 북한이 강력하게 비난했다.[9] 북한은 되돌릴 수 없는 폐기를 하는데, 한미연합훈련은 계속하면, 북한이 속는 것이 아니냐는 의미인데, 이에 대해 한국과 미국은 방어적인 훈련이라서 아무 문제가 없다, 즉 4단계 이후에도 한미연합훈련을 계속해도 아무 문제가 없다는 식으로 대답했다. 한미연합훈련시 방한하는 미국 군함에는 북한을 공격하기 위한 핵미사일이 탑재되어 있다.
- 3단계 비핵화: 핵 프로그램 해체, 핵물질과 핵시설의 해체(dismantlement), 한반도 종전선언, 북미연락사무소 개설, 북한의 국제금융기구 가입 허용
  - 핵탄두의 무기급 고농축 우라늄, 무기급 플루토늄을 한국 등에 이전하여 폐기하는 수순이다.
- 4단계 비핵화: 비핵화의 완성, 장거리 미사일 폐기, 평화협정 체결, 북미수교
  - 북한은 평화협정 체결의 의미를 주한미군 철수와 한미 핵우산 조약 폐기로 이해한다.
  - 주한미군 철수와 핵우산 폐기는 한국의 보수파에서 크게 우려하고 있다.
  - 북미수교란 대사관 설치를 말한다. 오 설치 설치 예

## 시민단체
전 세계에는 많은 비핵화 시민단체가 존재한다. 유럽에는 CND가 유명하다. 한국에는 참여연대와 평화네트워크가 주도적이다. 참여연대는 핵군축보고서를 발간하고 있다.

## 미국의 핵무기 정책
2009년 4월, 버락 오바마 대통령은 체코 수도 프라하에서 '핵무기 없는 세상' 비전을 선언했다. 전략 핵탄두 1,550개로 핵무기를 감축하자고 주장했다.
2010년 4월 체코 수도 프라하에서 버락 오바마 미국 대통령과 드미트리 메드베데프 러시아 대통령이 뉴 스타트 조약에 서명해 이듬해 2월 발효됐다. 양국이 2018년까지 실전 배치 전략 핵탄두 수를 1,550개, 운반수단(미사일과 폭격기 등)을 700기 이하로 줄이는 내용이 골자로 2021년 종료된다.
2012년 2월, 오바마 행정부는 미국의 전략 핵탄두 수량을 1000개, 700개, 300개로 줄이는 세가지 방안에 대해 검토했다. 미국 공군은 지상형 ICBM으로 전략 핵탄두 3발이 탑재되는 미니트맨 미사일 450기를 실전배치중이다. 핵탄두를 300개로 줄이면 미니트맨 미사일 100기 분량이다. 미국 해군은 전략 핵탄두 12발이 탑재되는 트라이던트 미사일 24기를 탑재하는 오하이오급 잠수함 14척을 실전배치중이다. 전략 핵탄두 4,032발 분량이다.
2013년 4월 기준으로, 미국은 1,654개, 러시아는 1,480개의 전략 핵탄두를 실전배치중이다. 물론 실전배치 상태에서 해제되어 창고에 보관된 전략 핵무기는 훨씬 많다.
2013년 6월 20일, 미국의 외교안보 전문지 포린폴리시는 전략 핵탄두를 450개까지 줄여도 여전히 방어용 병기로 주장하기에 너무 양이 많다고 주장했다. 전략 핵무기 300개만으로도 30분 이내에 국민 7,700만명을 즉사시키고 방사능 낙진으로 국토를 황폐화하는 암담한 결과를 빚는다는 것이다.

## 북한의 핵무기
2015년 2월 24일, 존스홉킨스대 한미연구소의 조엘 위트 선임 연구원은 15개월 동안 진행한 연구보고서를 공개했다. 북한이 2020년까지 최대 100개에 달하는 핵무기를 제조할 수 있다고 전망했다.
2015년 12월, 북한 전문 웹사이트인 38노스를 운영하는 조엘 위트 존스홉킨스대 방문연구원은 북한이 2020년에 100kt 폭발력을 가진 수소폭탄을 제조할 수 있을 것으로 예상한다. 전략 핵탄두, 전략 핵무기는 100 kt 이상의 핵폭탄을 말한다.
2017년 2월 28일, 제임스 울시 전 CIA 국장은 월스트리트저널 기고문에서, 북한의 4차 핵실험 위력은 50kt, 5차 핵실험은 30kt으로 추정됐지만, 진짜 위력을 숨기기 위해 디커플드(decoupled) 실험을 했을 수 있다고 봤다. 이 방법으로 실험하면 100kt의 위력이 10kt으로 보일 수 있다.

## 같이 보기
- 핵무기 논쟁
- 리비아의 비핵화
- 조선민주주의인민공화국의 비핵화